# Xming

Xming é um servidor de ecrã

Xming é uma implementação do X Window System para sistemas operacionais Microsoft Windows, incluindo Windows XP, Windows Server 2003, Windows Vista  e Windows 7. 

## Características
Xming fornece o servidor X Window System de exibição, um conjunto de aplicativos de amostra tradicionais X e ferramentas, e um conjunto de fontes. Ele possui suporte de várias línguas e tem Mesa 3D, OpenGL, e extensões GLX gráficas 3D compativeis.
O servidor X Xming é baseado no servidor X.Org. É cross-compilado no Linux com o compilador suite MinGW e o Pthreads-Win32 biblioteca multi-threading. Xming roda nativamente no Windows e não precisa de nenhum software de emulação de terceiros.
Xming pode ser usado com implementações de Secure Shell (SSH) para transmitir de forma segura X11 sessões de outros computadores.  Ele suporta PuTTY e ssh.exe, e vem com uma versão do PuTTY plink.exe. O projeto Xming também oferece uma versão portátil do PuTTY.
O software tem sido recomendado por autores de livros sobre software livre, quando um servidor X livre é necessário,  e descrito como simples  e mais fácil de instalar, embora menos configurável do que outras populares escolhas livres como o Cygwin/X.

## Versões mais recentes
Doações devem ser feitas para baixar novas versões, (desde maio de 2007). Fazendo uma doação permitirá ao usuário o acesso a novos downloads por um ano. No entanto releases são listados como "Domínio Público" ainda pode ser baixado com nenhuma doação, as liberações mesmos públicas estão hospedados no sourceforge. Como de escrever este lançamento público funciona no Windows 7 x64.
5. Particulares usando Xming não comercialmente, que querem usar Xming Website Releases como único usuário, será dado acesso a eles por um ano, depois de fazer uma pequena doação para ajudar a financiar a substituição de equipamentos necessários para o desenvolvimento Xming mais.— Esclarecimentos, Xming de Termos e Condições